# Eupithecia atlanticata
Eupithecia atlanticata là một loài bướm đêm trong họ Geometridae.